# Часар, Моника
Моника Часар (венг. Császár Mónika, род. 17 ноября 1954, Будапешт) — венгерская спортивная гимнастка. Бронзовая медалистка Олимпийских игр 1972 года в командном многоборье.

## Биография
На Олимпийских играх 1972 года завоевала бронзу в командном многоборье (в составе команды Венгерской Народной Республики) и вышла в финалы в личном многоборье (с 12-й суммой) и в одном отдельном виде — на бревне (с 4-м результатом). В финале в личном многоборье финишировала 14-й. В финале на бревне заняла 4-е место, уступив пять сотых бронзовой медалистке Карин Янц.
В 1974 году завоевала бронзу в команде на чемпионате мира в Варне (Болгария).